# 如此一家人
《如此一家人》（英語：The Fosters）是一部美国ABC家庭／Freeform播出的家庭电视剧影集。该劇講述一對女同性戀人共同扶養著親生孩子與領養孩子的故事。本劇於2013年6月3日首播，並於2018年6月6日播放完畢。
2018年1月3日，Freeform宣布《如此一家人》在五季後完結。杰克·T·奥斯汀於第二季退出，第三季起改由諾亞·山汀尼歐飾荷素思·亞當·佛斯特（Jesús Adams Foster）。